# Ižora (fiume)
L'Ižora (in russo Ижо́ра?; in finlandese Inkere) è un fiume della Russia, affluente di sinistra della Neva. Scorre nei rajon Gatčinskij, Tosnenskij e Kolpinskij dell'Oblast' di Leningrado. Sulle sue rive sorgono le località di Kommunar e di Kolpino.
La sorgente del fiume si trova vicino al villaggio di Skvoricy sull'altopiano di Ižora. La foce del fiume si trova a 34 km dalla foce della Neva. La lunghezza è di 76 km, il bacino idrografico è di 1000 km². La sua larghezza alla sorgente è di 2,3 m, vicino alla città di Kommunar di 32 m e alla foce di 60 m.